# Борис Дворник
Борис Дворник (Сплит, 16. април 1939 — Сплит, 24. март 2008) био је хрватски позоришни и филмски глумац, редитељ и сценариста.

## Биографија
Дворник је рођен 16. априла 1939. у Сплиту у породици дрвосече. Свој таленат за глуму је открио у детињству, док је наступао у дечјим представама. Након учења за електричара, почео је да се професионално бави глумом. Завршио је Средњу глумачку школу у Новом Саду, а касније се уписао на Казалишну академију Универзитета у Загребу.

## Каријера
На филму је дебитовао 1960. године у филму Францеа Штиглица Девети круг са тематиком холокауста. Глумио је младића који за време Другог светског рата покушава спасити младу Јеврејку оженивши се њом. Након филма је стекао велику популарност, коју потом учвршћује улогама из савременог живота у комедијама Мартин у облацима (1961) и Прекобројна (1962) Бранка Бауера. Ово је начинило од Бориса Дворника једну од великих звезда кинематографије бивше Југославије, слично Љубиши Самарџићу, Милени Дравић и Велимиру Бати Живојиновићу (са последњим је касније развио блиско пријатељство).
До средине 1960-их година Дворник је наступао углавном у комедијама, а од 1966. године почиње се с великим успехом појављивати и у филмовима са тематиком из Народноослободилачког рата. За улоге у филмовима Мост (С. Крвавац, 1969) и Кад чујеш звона (Антун Врдољак, 1969) награђен је Златном ареном на фестивалу у Пули. За улогу у ратном филму У гори расте зелен бор (Антун Врдољак, 1971) и за улогу шофера-заводника у Опклади (Здравко Рандић, 1971) освојио је Сребрну арену. Наступао је у више од 40 дугометражних играних филмова (неретко је наступао и у краткометражним), у многим телевизијским драмама и у више телевизијских серија.
Зенит популарности Бориса Дворника је дошао 1970-их улогом Рока Прча у чувеној серији Наше мало мисто. 1980-их година, након што је стекао статус једног од најпризнатијих глумаца бивше Југославије, Борис Дворник је углавном радио у Хрватском народном казалишту у свом родном Сплиту.

## Приватни живот
Велимир Бата Живојиновић и Дворник су се 1991. одрекли један другог у низу отворених писама, у гесту који је био виђен као симболика распада СФРЈ. 2004. је јављено да су њих двојица покушала да се помире. Њих двојица су се јавно помирили 2006. путем видео линка између Сплита и Београда. Живојиновић је изјавио да „последњих година није било мржње између нас“, а Дворник се надовезао да је ствар била „само неспоразум“.
Током година Борис Дворник је развио блиско пријатељство са Антуном Врдољаком. Он га је наговорио да учествује у политици и, на изборима 1992, као кандидат Хрватске демократске заједнице, је изабран у сплитско поглаварство. Ускоро је схватио да политика није за њега и дао је оставку на своје место месец дана касније.
Током последњих година Дворникова каријера је патила од последица можданог удара и његовог алкохолизма, који се манифестовао у низу инцидената, од којих је најпознатији напад на посматрача на хрватским председничким изборима 2005. Преминуо је од можданог удара у ноћи између 23. и 24. марта 2008. у Сплиту, у Хрватској.
Два сина Бориса Дворника, Дино и Деан Дворник, су познати поп музичари.

## Улоге
|                   | 1960 ▼ | 1970 ▼ | 1980 ▼ | 1990 ▼ | 2000 ▼ | Укупно |
| ----------------- | ------ | ------ | ------ | ------ | ------ | ------ |
| Дугометражни филм | 23     | 16     | 12     | 5      | 3      | 59     |
| ТВ филм           | 1      | 5      | 2      | 0      | 2      | 10     |
| ТВ серија         | 2      | 8      | 4      | 2      | 3      | 19     |
| ТВ мини серија    | 0      | 1      | 1      | 0      | 0      | 2      |
| ТВ кратки филм    | 0      | 1      | 0      | 0      | 0      | 1      |
| Кратки филм       | 0      | 1      | 0      | 0      | 0      | 1      |
| Укупно            | 26     | 32     | 19     | 7      | 8      | 92     |

| Год.       | Назив                                 | Улога                      |
| ---------- | ------------------------------------- | -------------------------- |
| 1960.-те ▲ |                                       |                            |
| 1960.      | Девети круг                           | Иво Војновић               |
| 1961.      | Мартин у облацима                     | Мартин Барић               |
| 1962.      | Сјенка славе                          | Бази                       |
| 1962.      | Прекобројна                           |                            |
| 1962.      | Медаљон са три срца                   |                            |
| 1962.      | Да ли је умро добар човјек?           | Мики                       |
| 1963.      | Земљаци                               |                            |
| 1963.      | Двоструки обруч                       | Криле                      |
| 1963.      | Радопоље                              | Цовек без чавала           |
| 1963.      | Лицем у лице                          | Андрија Мачкић             |
| 1964.      | Свануће                               |                            |
| 1964.      | Лито виловито                         | Иве                        |
| 1964.      | Међу лешинарима                       | Фред                       |
| 1965.      | Човек није тица                       | возач камиона              |
| 1965.      | Човик од свита                        |                            |
| 1966.      | Коњух планином                        |                            |
| 1966.      | Winnetoy und sein Freund Old Firehand | Pater                      |
| 1967.      | Каја, убит ћу те!                     |                            |
| 1967.      | Летови који се памте                  |                            |
| 1969.      | Кад чујеш звона                       |                            |
| 1969.      | Мост                                  | Заватони                   |
| 1969.      | Догађај                               | Шумар                      |
| 1969.      | Битка на Неретви                      | Стипе                      |
| 1969.      | Љубав и понека псовка                 | Мате Пивац                 |
| 1970.-те ▲ |                                       |                            |
| 1970.      | Живот је масовна појава               |                            |
| 1970.      | Бабље лето                            |                            |
| 1970.      | Дружба Пере Квржице                   | полицајац Јозо             |
| 1971.      | Опклада                               | Камионџија Тонче           |
| 1970-1971. | Наше мало мисто                       | Роко Прч                   |
| 1971.      | У гори расте зелен бор                | Дикан                      |
| 1972.      | Лов на јелене                         | конобар Зељо               |
| 1972.      | Предграђе                             |                            |
| 1972.      | Трагови црне девојке                  | Јова                       |
| 1973.      | Живјети од љубави                     | Медан                      |
| 1973.      | Образ уз образ                        | Борис                      |
| 1973.      | Сутјеска                              | Далматинац                 |
| 1973.      | Ћа смо на овон свиту... (ТВ серија)   |                            |
| 1974.      | Траг (ТВ)                             |                            |
| 1974.      | Капелски кресови                      | Димњачар                   |
| 1974.      | Човик и по                            | Вице                       |
| 1974.      | Нож                                   |                            |
| 1974.      | Дервиш и смрт                         | Хасан Џелевџија            |
| 1974.      | Црвени удар                           | капетан авијације          |
| 1975.      | Хитлер из нашег сокака                | Марко                      |
| 1976.      | Ужичка република                      |                            |
| 1977.      | Човик и архитектура                   | Спиро                      |
| 1977.      | Хајдучка времена                      | Дане Десница               |
| 1977.      | Летачи великог неба                   |                            |
| 1978.      | Окупација у 26 слика                  | Влахо                      |
| 1978.      | Пуном паром ТВ серија                 | Режисер                    |
| 1978.      | Вучари Доње и Горње Полаче            | Марко                      |
| 1978.      | Роко и Цицибела                       | Роко                       |
| 1979.      | Повратак                              | Барба Фране                |
| 1979.      | Свјетионик (ТВ серија)                | Мештар Михо                |
| 1980.-те ▲ |                                       |                            |
| 1980.      | Два сандука динамита                  |                            |
| 1980.      | Време, води                           | наредник Жика              |
| 1980.      | The Return                            |                            |
| 1980-1981. | Вело мисто                            | местар                     |
| 1982.      | Киклоп                                | Мајор југославенске војске |
| 1982.      | Мој тата на одређено време            | Бора                       |
| 1982.      | Сервантес из Малог миста              | Роко Прч                   |
| 1983.      | Киклоп (ТВ серија)                    | Мајор југославенске војске |
| 1983.      | Писмо - Глава                         | Бајин брат                 |
| 1984.      | Тајна старог тавана                   | Шиме                       |
| 1985.      | Хорватов избор                        |                            |
| 1985.      | Од петка до петка                     |                            |
| 1986.      | Хокејаши                              | Роко Прч                   |
| 1986.      | Путовање у Вучјак                     | Ђула Борош                 |
| 1987.      |                                       | Бранко                     |
| 1987.      | Марјуча или смрт                      |                            |
| 1987.      | Тесна кожа 2                          | Вујо                       |
| 1988.      | Тридесет коња (ТВ)                    | Баре                       |
| 1988.      | Шпијун на штиклама                    | Божур                      |
| 1988.      | Загрљај                               |                            |
| 1987-1988. | Бољи живот                            | Лујо Лукшић                |
| 1990.-те ▲ |                                       |                            |
| 1990.      | Неуништиви                            |                            |
| 1990.      | Карневал, анђео и прах                |                            |
| 1991.      | Тајна старог млина                    |                            |
| 1991.      | Бољи живот 2                          | Лујо Лукшић                |
| 1996.      | Наусикаја                             |                            |
| 1998.      | Кањон опасних игара                   | Фране                      |
| 1998.      | Трансатлантик                         |                            |
| 2000.-те ▲ |                                       |                            |
| 2001.      | Посљедња воља                         | Јуре                       |
| 2002.      | Виза за будућност                     | Винко Ускок                |
| 2003.      | Доктор лудости                        | пролазник                  |
| 2004.      | Дуга мрачна ноћ                       | Лука Колар                 |
| 2005.      | Дуга мрачна ноћ                       | Лука Колар                 |
| 2005.      | Балада о сарку                        |                            |
| 2007-2008. | Понос Раткајевих                      | Бранко Лоргер              |

## Фестивали

### Сплит
- 1977. - Ништа се промијенило није (Вече далматинских шансона)
- 1980. - Надалина (Вече далматинских шансона, дует са Оливером Драгојевићем), победничка песма
- 1982. - Mille non piu mille (дует са сином, Дином Дворником)
- 1986. - Оштарија (Ауторско вече Зденка Руњића)

### Крапина
- 1989. - Братска љубав (дует са Младеном Црнобрњом)
- 1990. - Свугди појди, ал' дома је најлепше (дует са Младеном Црнобрњом)